# De Tour Village
De Tour Village – wieś w Stanach Zjednoczonych, w stanie Michigan, w hrabstwie Chippewa.